# Pachyanthus mantuensis
Pachyanthus mantuensis är en tvåhjärtbladig växtart som beskrevs av Nathaniel Lord Britton och Percy Wilson. Pachyanthus mantuensis ingår i släktet Pachyanthus och familjen Melastomataceae. Inga underarter finns listade i Catalogue of Life.